# Han Hye-yong
Han Hye-yong (4 de março de 1985) é uma futebolista norte-coreana que atua como goleira.

## Carreira
Han Hye-yong integrou o elenco da Seleção Norte-Coreana de Futebol Feminino, nas Olimpíadas de 2008. 